# Soó Zöld Margit
Soó Zöld Margit (Kolozsvár, 1931. július 9. – Kolozsvár, 2022. március 8.) erdélyi magyar grafikus, festő, illusztrátor, Soó Attila felesége.

## Életútja, munkássága
1950-ben a kolozsvári Állami Leánygimnáziumban, a volt Református Leánygimnáziumban (jelenleg Apáczai Csere János Elméleti Líceum) érettségizett. .Egyetemi tanulmányait a kolozsvári Képzőművészeti Főiskola festészeti szakán végezte (1950–56). 1957-től nyugdíjazásáig a Napsugár grafikai szerkesztője. Ifjúsági regényeket, meséskönyveket, versesköteteket, tankönyveket illusztrált lírai hangvételű, a tiszta rajz és a színek erejére építő szövegképekkel. Ezek többek között:
- Marton Lili: Mákszemország (1968);
- Jancsik Pál: Verőfényben (1976);
- Jancsik Pál: Pillangók tánca (1989);
- Péterfy Emília: Óka, Nóka, Anóka, három kópé manóka (1978);
- Szabó Géza: Igazság tölgyfája (1978);
- Palocsay Zsigmond: Borzas Kata (1983);
- Méhes György: Egy tucat léggömb (1984);
- Kiss-Bitay Éva: Tarkabarka élővilág (1984);
- Pongrácz P. Mária: A kőfaragó patak (1990);
- Aranyos pillangó (gyermekvers gyűjtemény, 1994);
- Baka Judit – Péterfy Emília: Tarkabarka bokréta (1995).

Az ő Duna-deltai ihletésű grafikasorozata illusztrálta Palocsay Zsigmond Nádiringó – Kákaláz c. könyvét (Kolozsvár, 2002). Egyéni kiállításain grafikai alkotásokat és festményeket mutatott be. Munkái metaforákra és szimbolikus képzettársításokra alapoznak.

## Kiállítások

### Egyéni kiállítások
- 1958, 1968, 1972, 1977 • Képzőművészeti Galéria, Kolozsvár (RO)
- 1995 • Művészeti Múzeum, Kolozsvár (RO)
- 1997, 1999 • Kolozsvár (RO)
- 2002 • Gy. Szabó Béla Galéria, Kolozsvár (RO)
- 2006 • Barabás Miklós Céh Galéria, Kolozsvár (RO)
- 2008, 2011 • Barabás Miklós Galéria, Kolozsvár (RO)
- 2011. július 25. • Barabás Miklós Galéria, Kolozsvár (RO)
- 2012. augusztus 16. • Barabás Miklós Galéria, Kolozsvár (RO)
- 2016. június 8. • Művészeti Múzeum, Kolozsvár

### Válogatott csoportos kiállítások
- 1997 • Kolozsvári képzőművészek kiállítása, Magyar Ház, Stockholm (S)
- 2000 • Miklóssy Gábor és növendékei, Vigadó Galéria, Budapest
- 2002 • „Felezőidő” –  Romániai magyar művészet 1965–75, Ernst Múzeum, Budapest
- 2002 • Instrumentárium, Reményik Sándor Galéria, Kolozsvár (RO)
- 2004 • Jótékonysági kiállítás, Református Kollégium, Kolozsvár (RO)
- 2006 • Román-magyar képregény kiállítás, Román Kulturális Intézet, Budapest
- 2009 • Barabás Miklós Céh 80 éves jubileumi tárlata, Gyárfás Jenő Képtár, Sepsiszentgyörgy (RO)
- 2010 • Jubileumi kiállítás, Apáczai Galéria, Kolozsvár (RO)
- 2011 • Válogatás a kolozsvári grafikából. 1960–1980, Quadro Galéria, Kolozsvár (RO)
- 2011 • A Képzőművészeti Szövetség éves kiállítása, Művészeti Múzeum, Kolozsvár (RO).

## Díjak, elismerések
- 2008-ban az EMKE Szolnay Sándor-díjával tüntették ki.

## Társasági tagság
- Barabás Miklós Céh
- Romániai Képzőművészek Szövetsége